# Бочево (Радогощинское сельское поселение)
Бочево (вепс. Воčоо) — деревня в Ефимовском городском поселении Бокситогорского района Ленинградской области.

## История
Деревня Бочево упоминается на семитопографической карте Новгородской губернии 1847 года.

БОЧЕВО — деревня Радогощинского общества, прихода Койгушского погоста. 

Крестьянских дворов — 5. Строений — 7, в том числе жилых — 6. Жители занимаются рубкой, возкой и сплавом леса.

Число жителей по семейным спискам 1879 г.: 16 м. п., 14 ж. п.; по приходским сведениям 1879 г.: 16 м. п., 14 ж. п.

В конце XIX — начале XX века деревня административно относилась к Борисовщинской волости 5-го земского участка 3-го стана Тихвинского уезда Новгородской губернии.

БОЧЕВО — деревня Радогощского общества, дворов — 8, жилых домов — 8, число жителей: 19 м. п., 22 ж. п.
 
Занятия жителей — земледелие. Озеро Костыгово. (1910 год)

Согласно карте Ленинградской области Северо-западного аэрогеодезического треста ГГУ издания 1932 года деревня насчитывала 6 крестьянских дворов.
По данным 1933 года деревня Бочево входила в состав Радогощинского вепсского национального сельсовета Ефимовского района.
По данным 1966, 1973 и 1990 годов деревня Бочево входила в состав Радогощинского сельсовета Бокситогорского района.
В 1997 году в деревне Бочево Радогощинской волости проживали 5 человек, в 2002 году — 7 человек (русские — 72 %).
В 2007 году в деревне Бочево Радогощинского СП было зарегистрировано 10 человек, в 2010 году — 7 человек, в 2015 году — 8 человек.
В мае 2019 года Радогощинское сельское поселение вошло в состав Ефимовского городского поселения.

## География
Деревня расположена в северо-восточной части района близ автодороги 41К-038 (Радогощь — Пелуши).
Расстояние до деревни Радогощь — 2 км.
Расстояние до ближайшей железнодорожной станции Ефимовская — 53 км.
Деревня находится на северо-западном берегу озера Костыгово, к западу от деревни протекает ручей Пундоя.

## Демография
| 1997 | 2002 | 2007 | 2010 | 2017 |
| ---- | ---- | ---- | ---- | ---- |
| 5    | ↗7   | ↗10  | ↘7   | →7   |

### Национальный состав
Согласно данным Всероссийской переписи населения 2021 года в деревне проживали 11 человек, из них:
 русские — 9, вепсы — 2 человека.

## Инфраструктура
На 1 января 2017 года в деревне было зарегистрировано: домохозяйств — 2, проживающих постоянно — 7 человек.